# Caselles (Aguilar de Segarra)
Caselles és una muntanya de 695 metres que es troba al municipi d'Aguilar de Segarra, a la comarca catalana del Bages.
Al cim podem trobar-hi un vèrtex geodèsic (referència 276110001).